# Baron Sudeley
Baronowie Sudeley 1. kreacji (parostwo Zjednoczonego Królestwa)
- 1838–1858: Charles Hanbury-Tracy, 1. baron Sudeley
- 1858–1863: Thomas Charles Hanbury-Tracy, 2. baron Sudeley
- 1864–1877: Sudeley Charles George Hanbury-Tracy, 3. baron Sudeley
- 1877–1922: Charles Douglas Richard Hanbury-Tracy, 4. baron Sudeley
- 1922–1932: William Charles Frederick Hanbury-Tracy, 5. baron Sudeley
- 1932–1941: Richard Algernon Frederick Hanbury-Tracy, 6. baron Sudeley
- 1941 -: Merlin Charles Sainthill Hanbury-Tracy, 7. baron Sudeley